# Tommy (Soldat)

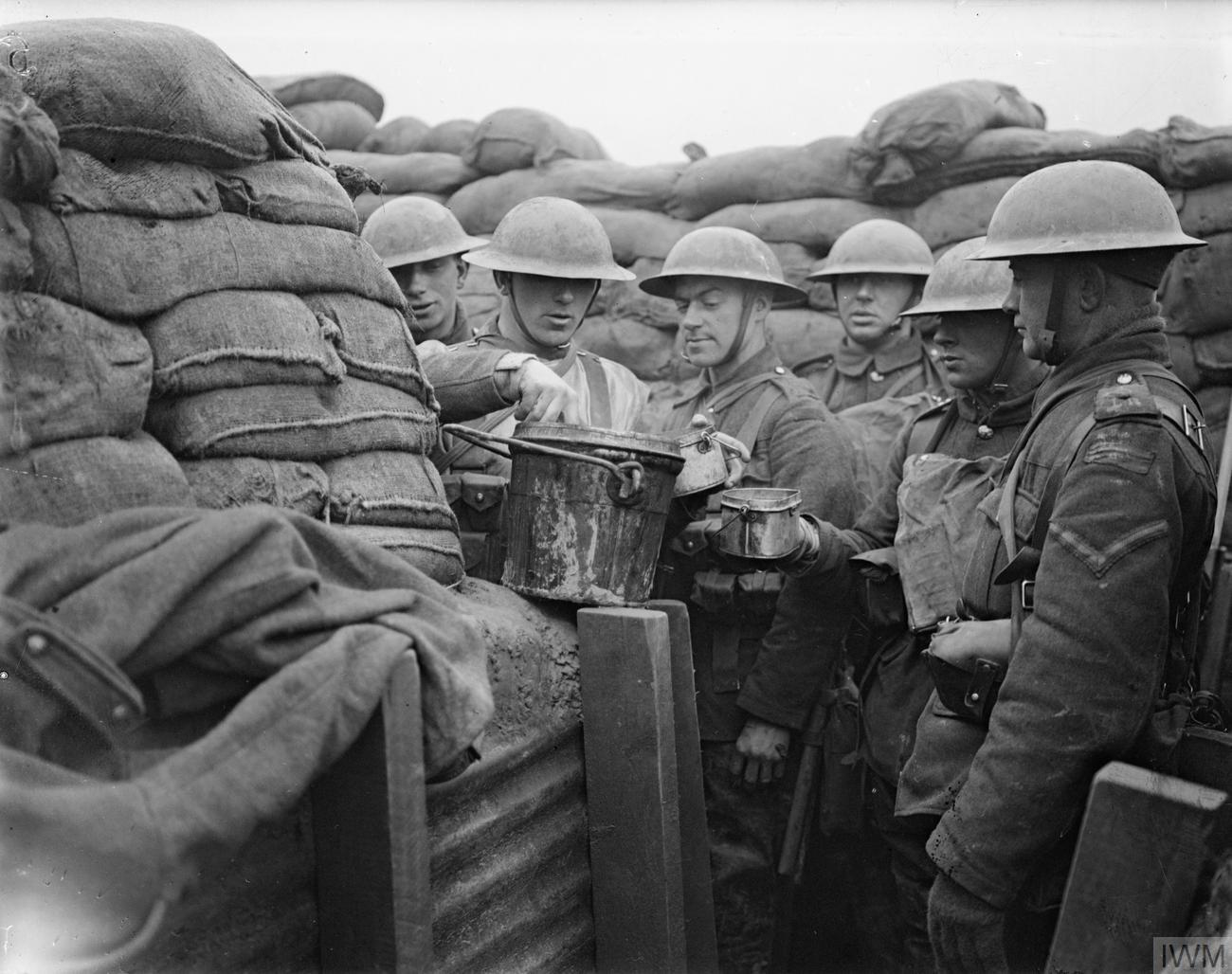
Britische Infanteristen im Ersten Weltkrieg – hier Angehörige der Lancashire Fusiliers bei der Essensausgabe, aufgenommen in Flandern im März 1917.

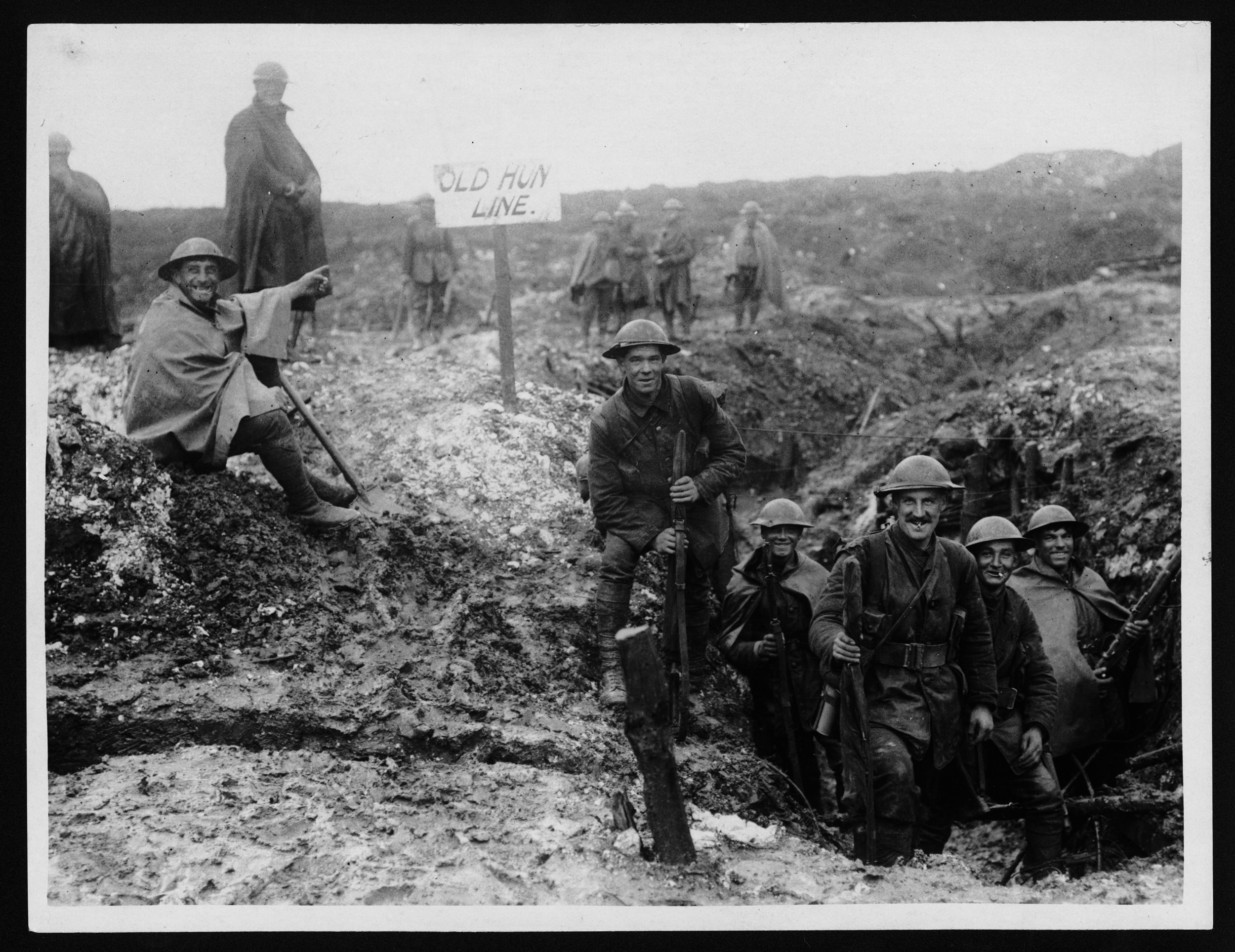
„Tommies“ frohlocken nach einem erfolgreichen Angriff in Schützengräben, in denen sich zuvor Deutsche – im Schild hier als Huns, also „Hunnen“, geschmäht – verschanzt hatten (Fotografie von Ernest Brooks, 1918)

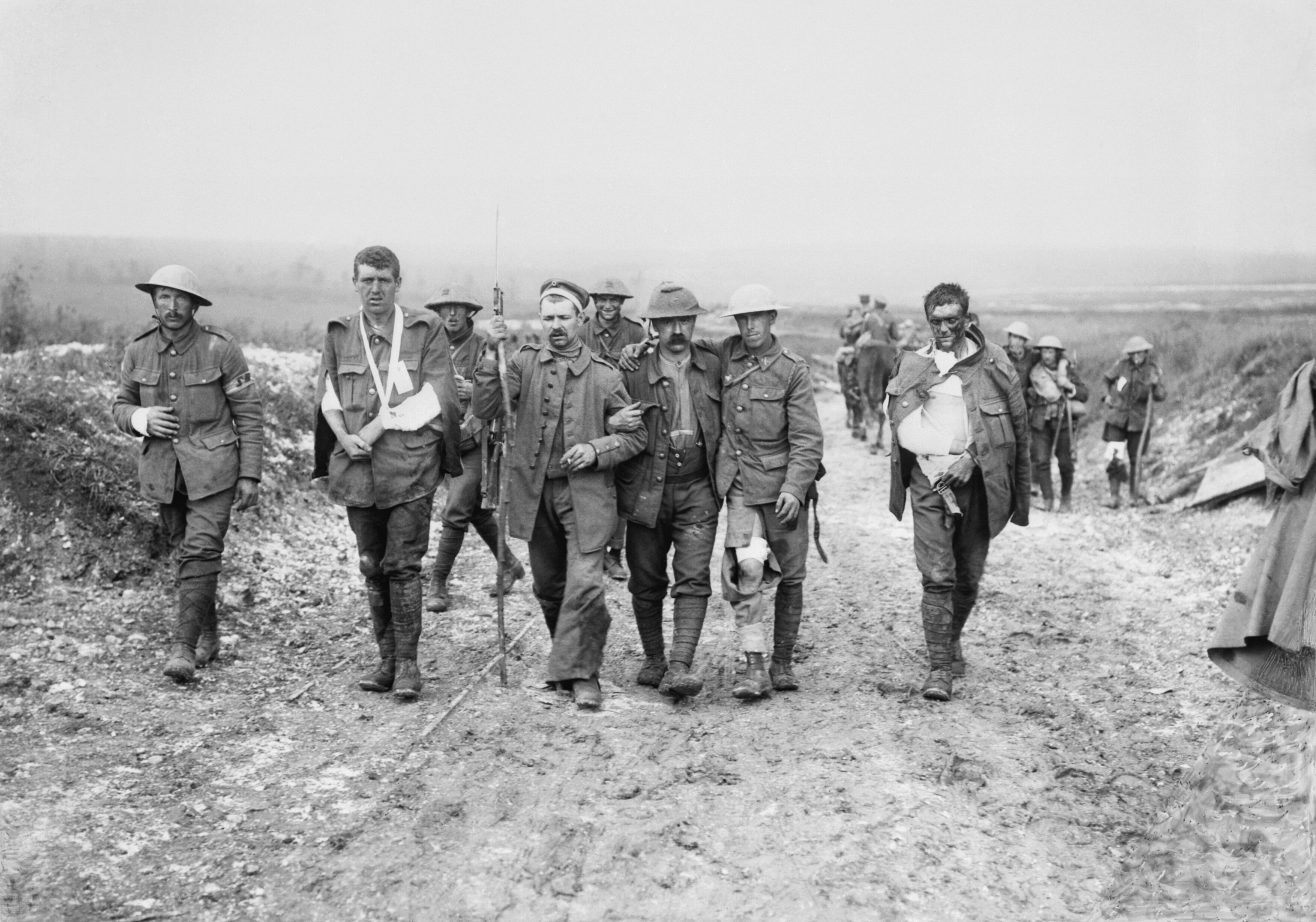
Fünf verwundete Briten und ein gefangengenommener Deutscher auf dem Weg zu einem Truppenverbandsplatz nahe Bernafay Wood. Aufgenommen im Juli 1916 während der Schlacht an der Somme

Tommy Atkins oder kurz Tommy ist eine Bezeichnung für einen einfachen Soldaten des britischen Heeres, die im 19. Jahrhundert aufkam und im kollektiven Gedächtnis der Briten besonders eng mit dem Ersten Weltkrieg verknüpft ist.
Im Verlauf des Krieges ging Tommy auch in die deutsche Soldaten- und Umgangssprache ein (außerdem ins Französische, ins Niederländische und in weitere Sprachen) und hat hier seither einen gewissen Bedeutungswandel erfahren: Ist im Deutschen von „Tommies“ die Rede, ist heute seltener die British Army gemeint als vielmehr „die Briten“ (oder „die Engländer“) im Allgemeinen. Die Bezeichnung stellt im Deutschen mithin einen Ethnophaulismus dar. Eine ganz ähnliche Entwicklung lässt sich beim Wort Limey beobachten, das ursprünglich auf die Matrosen der Royal Navy gemünzt war.
Im Englischen überwiegt hingegen die Bedeutung „Soldat“. Als Demonym, also als ethnische Selbst- oder auch Fremdbezeichnung der Briten – oder vielmehr der Engländer – begegnet Tommy hier allenfalls in Zusammenhang mit bzw. in Abgrenzung zu den Spitznamen Jock, Taffy und Paddy, mit denen die Engländer traditionell jeweils Schotten, Waliser und Iren bedenken, also die Einwohner der drei kleineren Landesteile des Vereinigten Königreichs.

## Etymologie
Die gängigste Hypothese zum Ursprung des Spitznamens (der etwa das Oxford English Dictionary (OED) folgt) führt ihn auf den Umstand zurück, dass Thomas Atkins im 19. Jahrhundert in einigen vom War Office veröffentlichten Musterformularen als Platzhaltername verwendet wurde (vergleichbar dem deutschen „Max Mustermann“), insbesondere und nachweislich bereits 1815 in den Soldbüchern für Infanteristen (betitelt Collection of Orders, Regulations, &c.). Die Stelle, an der der Soldat sein Kreuz machen bzw. seine Unterschrift leisten sollte, um den Erhalt seines Solds zu quittieren, war hier über zahlreiche Auflagen und einige Jahrzehnte hinweg mit der Anweisung „Received, Thomas Atkins, his x mark“ versehen. Ab 1837 taucht Thomas Atkins als fiktiver Mustersoldat auch in mehreren Ausgaben der King's Regulations (bzw. ab 1840 der Queen's Regulations) auf, also in der maßgeblichen Zusammenstellung der Dienstvorschriften für die britischen Streitkräfte.
Unklar ist indes, ob seine Verwendung in den Collection of Orders und den King's Regulations den Ursprung des Spitznamens Thomas Atkins darstellt oder vielmehr einen bereits seit längerem etablierten Sprachgebrauch abbildet. Für letzteres spräche ein Brief, den ein Leserbriefschreiber des Spectator 1938 als Beleg anführte und dessen Verfasser bereits 1743 über den Verlauf einer Meuterei unter den auf Jamaika stationierten Briten berichtet habe, dass „except for those from N. America ye Marines and Tommy Atkins behaved splendidly“ („außer denen aus N[ord]amerika haben sich alle Matrosen und Tommy Atkins tüchtig benommen“). Dieses Zitat wird bis heute häufig kolportiert, unter anderem in John Laffins Bestseller Tommy Atkins: The Story of the British Soldier (1966), ist aber wohl gefälscht; zumindest weist das OED ausdrücklich darauf hin, dass seine angebliche Quelle, also der Brief von anno 1743, bis heute nicht ausfindig gemacht werden konnte. Ebenso fragwürdig sind die verschiedentlich angestrengten Versuche, den Begriff auf einen leibhaftigen Träger des Namens Thomas Atkins zurückzuführen, so auch die häufig zu lesende Behauptung, der Duke of Wellington höchstselbst habe ihn im Angedenken an einen Fußsoldaten namens Thomas Atkins geprägt, der 1794 in der Schlacht bei Boxtel seinen Verletzungen erlegen und Wellington mit seinem Gleichmut im Angesicht des Todes beeindruckt haben soll. Diese Version findet sich unter anderem in Robert Graves’ Good-bye to All That (1929) – also einem der bekanntesten Werke über die Erfahrung des Ersten Weltkriegs nicht nur der englischen Literatur – und noch heute im renommierten Oxford Dictionary of National Biography (das dem Gefreiten Thomas Atkins sogar einen eigenen Artikel widmet und ihn also als historische Person führt), es gebricht ihr aber sowohl an historischer Wahrscheinlichkeit als auch an zeitgenössischen Belegen: die älteste Quelle für die Geschichte von Wellington und dem tapferen Gefreiten datiert erst auf das Jahr 1908.
Ohnehin scheint Thomas Atkins bzw. Tommy Atkins oder schlicht Tommy als Spitzname für den britischen Soldaten erst seit etwa 1870 weite Verbreitung gefunden zu haben (wiewohl er im britischen Slang durchaus früher im Umlauf gewesen sein mag). Zu seiner Popularisierung trug maßgeblich Rudyard Kiplings Gedicht Tommy (1892) bei, aber auch der Gassenhauer Private Tommy Atkins aus der Revue A Gaiety Girl (1893). Im kollektiven Gedächtnis der Briten verknüpft sich der Begriff heute vor allem mit der Erfahrung des Ersten Weltkriegs. Als „Tommy“ wurden die britischen Soldaten ab 1914 nicht nur von der enthusiamierten Heimatpresse bezeichnet, sondern etwa auch von den deutschen Soldaten auf der gegenüberliegenden Seite der Front, umgekehrt nannten die Briten die Deutschen zumeist „Fritz,“ bisweilen auch „Jerry“. An „Tommy“ respektive „Fritz“ adressierte Unfreundlichkeiten tauschten die beiden Seiten häufig direkt aus, indem sie entsprechende Flüche ins Niemandsland zwischen den Schützengräben riefen.
Zumindest Tommy und Tom (nicht aber Tommy Atkins) werden in Großbritannien bisweilen noch heute als Spitznamen für Soldaten der Mannschaftsdienstgrade gebraucht, wenn auch seltener als squaddie; im britischen Armeejargon meint Tom im Besonderen Angehörige des Parachute Regiment, also die Fallschirmjäger.

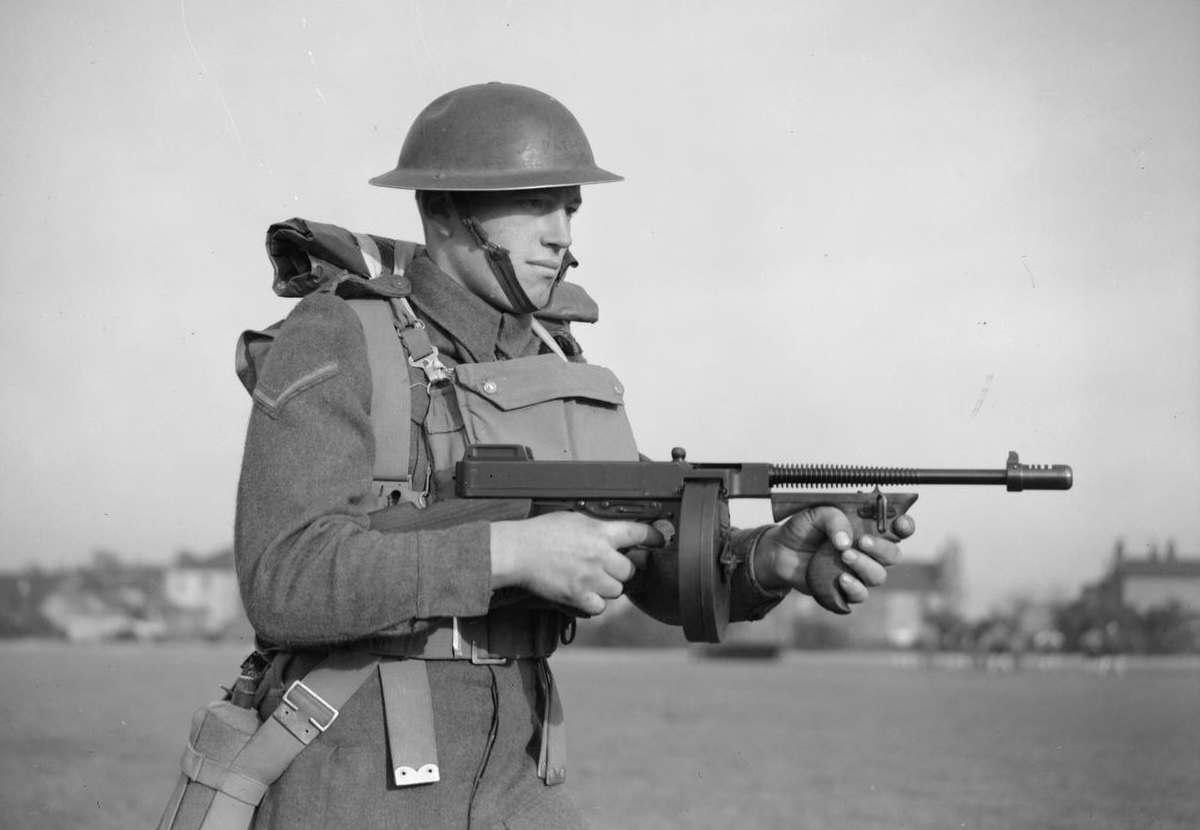
Etymologisch keineswegs verwandt: ein Tommy und seine Tommy Gun, hier bei einer Übung in Chatham (Kent), November 1940.

Vom Spitznamen Tommy abgeleitet ist die Bezeichnung Tommy cooker für „Feldkocher“ die im Zweiten Weltkrieg als „Tommykocher“ auch den Weg in die deutsche Landsersprache fand, hier aber zu einem Spottnamen für die Sherman-Panzer der britischen Armee umgemünzt wurde, denen nachgesagt wurde, unter Beschuss leicht in Brand zu geraten. Die Tommy gun, die in der Zwischenkriegszeit als bevorzugte Waffe amerikanischer Mobster berühmt wurde und im Zweiten Weltkrieg auch von den britischen Streitkräften genutzt wurde, ist hingegen anders als häufig vermutet nach ihrem Erfinder, dem amerikanischen Offizier John T. Thompson, benannt.